# 库木库萨尔乡
库木库萨尔乡，是中华人民共和国新疆维吾尔自治区喀什地区麦盖提县下辖的一个乡镇级行政单位。

## 行政区划
库木库萨尔乡下辖以下地区：
夏普鲁克村、库木库都克村、铁木热克村、托万塔瓦尔克斯克村、尤库日塔瓦尔克斯克村、库木库萨尔村、尤库日哈迪勒克村、托万库木库萨尔村、胡木丹买里村、库木库都克麻扎村、托万哈迪勒克村和吐孜鲁克喀什村。